# Amat de Tortosa
Amat de Tortosa és un sant llegendari, creat com a desdoblament d'Amat de Remiremont, que se celebra el mateix dia.
Era venerat localment a Tortosa com a patró dels camperols. Segons la tradició, Amat era un pagès tortosí. Molt devot, mentre pregava els treballs de la terra es feien sols: les arades llauraven soles i els bous anaven sense necessitat de guia, les aixades cavaven, les falçs segaven… i el gra, el vi i l'oli se'n produïen tots sols. És una llegenda típica de les advocacions pageses i que es troba, amb variants a les llegendes dels sants Isidre de Madrid o Guiu d'Anderlecht. Per això, els pagesos de Tortosa tenien Amat per patró. El seu culte, però, va esvaïr-se i quedà en l'oblit. Segons Amades, la festa era el 13 de setembre, el mateix dia que l'Església celebra Sant Amat de Remiremont, sant real que ha donat lloc al desdoblament.